# 해동검도

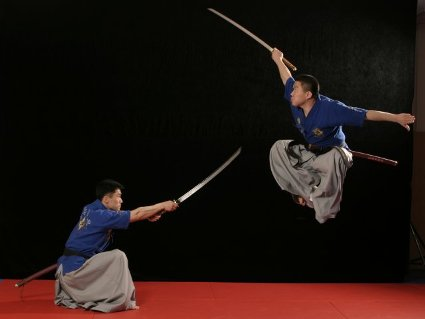
해동검도를 하는 모습

해동검도(海東劒道)는 진검을 사용하여 검법, 베기, 격검 등을 수련하는 대한민국의 현대 창작 무술이다.

## 역사
해동검도계 내의 법정공방을 통해 밝혀진 역사는 다음과 같다.
서라벌고등학교 동창생인 김정호(현 세계해동검도연맹 총재)와 나한일(배우, 현 한국해동검도협회 총재)은 1970년대초 김창식에게 심검도, 70년대 말에는 박대양에게 기천을 함께 배운다. 이후 무예도보통지를 접하고 검술의 체계를 세운 두 사람은 1982년 서초동에 한 영화사의 후원으로 도장을 열어 검술을 가르치다가, 1984년 도장 수련생이던 최태민 목사의 제안으로 '해동검도'라는 명칭을 정식으로 사용하게 된다. 1984년 최초의 해동검도 교본인 '해동검법개론'이 발간되고, 1989년 대한해동검도협회(대표:김형진, 전무이사:김정호, 연구소장:나한일)가 결성되는데, 이 무렵 나한일이 주연으로 출연한 KBS 드라마 《무풍지대》가 큰 인기를 끌면서 해동검도도 대중에게 관심을 얻기 시작한다. 방송 등을 통해 나한일이 검도 7단이라고 소개하는 것에 대해 대한검도회는 나한일을 사이비검도교습소 운영 및 검도 7단 사칭으로 고소하게 되는데, 나한일 본인은 해동검도의 유단자로 대한검도회의 단증과는 무관하다고 주장하여 무혐의로 결론이 나면서 오히려 해동검도의 이름이 알려지는 계기가 된다.
이후 협회 운영에 대한 이견으로 1991년 나한일은 '해동심검도협회'를 새로 조직했다가 1992년 다시 '한국해동검도협회'를 결성하여 총재로 취임한다. 1996년 대한해동검도협회는 국제조직인 세계해동검도연맹(총재:김정호)를 출범시키게 되고, 현재는 두 단체 이외에도 중소규모의 다양한 단체들이 해동검도의 이름으로 도장을 운영하고 있다.
현재의 해동검도는 진검 대나무,짚단베기를 많이 하는 것으로도 죽도 위주 검도와 비교우위를 내세우는데,사실 해동검도 초창기의 베기는 형편없었다고 한다. 해동검도의 베기 기술이 좋아진 때는 대한도법협회 이영식과 교류하면서 이영식으로부터 베기를 배운 제자들이 해동검도에 합류한 이후부터다.
이영식 씨는 진검 베기를 추구해서 검도계의 원로들로부터 검술을 배우고 나카무라 다이사부로의 책을 독학으로 연구하다,결국 나카무라 다이사부로와 직접 만나고 초빙해와서 배우는 등 베기술 쪽으로 연구가 깊은,한국 검도계에서 보자면 매우 경력이 희한한 인물이다. 그래서 이영식의 베기 기법은 호산류와 나카무라류 발도도를 원류로 하는데,이영식으로부터 배운 노대래, 김은정 등의 해동도법검도회나 싸우라비도법연구소 쪽 사람들이 해동검도에 영향을 주었다.그래서 해동검도의 짚단베기가 일본식 시참,타메시기리의 형태를 그대로 따라하게 된 것이다.
문제는 나카무라 다이사부로가 2차대전 때 중국에서 일본 토야마 육군병학교의 군도 사용법을 기반으로 한 거합도, 즉 후대에 토야마류(戸山流)라고 불리는 것을 가르치던 인물이라는 점이다. 격하게 말하자면 토야마류는 2차대전 때 난징대학살 하던 왜놈 검술이고 나카무라 다이사부로는 중국 민간인을 시참하면서 자신의 토야마류의 실전베기 기법을 닦아 나카무라류 팔방베기 발도도(中村流八方切り抜刀道)를 창시했다. 한반도 전통 검도를 자칭하며 민족정신 같은 것을 명분으로 내세우는 해동검도가 실제로는 대일본제국시대 검술의 정수라고 할 수 있는 토야마류,나카무라류의진검베기술을 '충실히' 흡수한 셈이니 참 아이러니하다.
그리고 현재는 거합을 배워 포함하거나,아주 일부이지만 프랑스에서 지팡이술인 깐느를 배워온 경우도 있고,스포츠 찬바라를 도입하기도 하며, 나카무라류나 그 방계인 발도도 용성검 등과 교류하기도 한다. 그외 여기저기서 다양한 무술들을 참고해서 부족한 컨텐츠와 검리의 보완에 매진하는 듯. 좋게 보면 자신들의 단점을 보완해 가며 제대로 운동을 하고자 하는 것이니 긍정적인 부분이긴 하지만, 반대로 말하자면 초기 해동의 컨텐츠 자체가 그만큼 부실했다는 반증인 셈이다.